# Уніспорт-Будстар (Київ)
«Уніспорт-Будстар» (Київ)  — український футзальний клуб з Києва. У 1998—2001 році виступав у Першій лізі України.

## Хронологія назв
- 199?–1998: «Уніспорт» (Київ)
- 1998–2001: «Уніспорт-Будстар» (Київ)

## Історія
футзальний клуб «Юніспорт» (Київ) заснований на початку 1990-х років. У 1994 році клуб дебютував у Першій лізі. У 1998 році команда першої ліги об’єдналася з клубом другої ліги «Будстар» (Київ) і отримала назву «Уніспорт-Будстар» (Київ). У 1998 році команда дебютувала у Вищій лізі.
У 2001 році досяг свого першого найвищого успіху – чемпіонату України, але з фінансових причин клуб відмовився від подальших матчів у футзальних турнірах.

## Досягнення
- Екстра-ліга України
  -  Чемпіон (1): 2000/01

- Кубок України
  - 1/4 фіналу (1): 2000/01